# Antonia Bird
Antonia Jane Bird (Kensington (Londen), 27 mei 1951 - Londen, 24L of 25 oktober 2013) was een Britse regisseuse.

## Levensloop en carrière
Bird begon als assistente in het theater. In 1985 en 1986 regisseerde ze 17 afleveringen van EastEnders. Bird maakte ook zes films, waarvan de bekendste Priest (film) (1994), Mad Love (1995) en Ravenous zijn.
Bird overleed in 2013 op 62-jarige leeftijd.

## Beknopte filmografie als regisseur
- Eastenders (17 afleveringen), 1985-1986
- Casualty, 1986-1987
- Priest, 1994
- Mad Love, 1995
- Ravenous, 1999
- The Village (tv-serie), 2013

- Bibliothèque nationale de France: cb14025509t (data)
- Gemeinsame Normdatei: 138965870
- International Standard Name Identifier: 0000 0003 9931 4976
- Library of Congress Control Number: no98064335
- Nationale Bibliotheek van Tsjechië: xx0097004
- Nationale Bibliotheek van Israël: 987007424418005171
- Nederlandse Thesaurus van Auteursnamen: 145635074
- Istituto Centrale per il Catalogo Unico: UBOV489894
- SNAC: w6v98g0h
- Virtual International Authority File: 292939350
- WorldCat: E39PBJk93vWk9CTGQxBm6vC84q